# Mặt nạ thủy tinh
Glass mask (ガラスの仮面, Garasu no Kamen) là bộ manga của nữ mangaka Miuchi Suzue, được đăng trên tạp chí Hana to yume comics - "Hoa và Mộng", vào năm 1976. Về sau, truyện được dựng thành anime và phim truyền hình. Tính đến năm 2006, manga này bán được 50 triệu bản tại Nhật, trở thành truyện tranh dành cho thiếu nữ (shõjo manga) bán chạy thứ hai trên thế giới. Từ tháng 7 năm 2008, khi tác giả vẽ tiếp bộ truyện này, nó được đăng trên tạp chí Betsatsu hana to yume hay còn gọi là Betsuhana.
Truyện đã được xuất bản tại Việt Nam. Một lần có tên "Machi - cô bé chăm chỉ", lần sau đổi tên chính xác như tựa gốc là "Mặt nạ thủy tinh" do nhà xuất bản Kim Đồng ấn hành.

## Tóm tắt
Cô bé học sinh cấp hai tên Kitajima Maya sinh sống với mẹ ở thành phố cảng Yokohama. Maya từ lâu đã ấp ủ niềm say mê vô hạn với kịch nghệ nhưng gia đình cô quá nghèo để có thể theo đuổi ước mơ. Bỗng một hôm, Maya gặp cô giáo dạy kịch Tsukikaga Chigusa và trốn nhà theo cô giáo lên Tokyo, bất chấp sự ngăn cản từ mẹ. Từ đó, hành trình đầy chông gai trong thế giới nghệ thuật của Maya bắt đầu. Mẹ Maya luôn bảo rằng cô là một đứa con gái vô dụng nhưng cô đã chứng tỏ cho thế giới thấy điều ngược lại. Cùng với Himekawa Ayumi, Maya luôn cố gắng khổ luyện để được diễn vai diễn để đời "Hồng Thiên Nữ" (Kurenai Tennyo).

## Nhân vật
- Kitajima Maya (北島 マヤ? Bắc Đảo Mã Nhã)

Nhân vật chính của bộ truyện, là một cô gái thật thà, tốt bụng nhưng đôi khi hơi tự ti. Tuy Maya hoàn toàn không có tài năng gì đặc biệt, nhưng mỗi lần diễn kịch là cô lại như trở thành người khác (cứ như đeo mặt nạ vậy), vì thế Maya luôn diễn được nhiều vai khác nhau. Tư chất đặc biệt của cô đã được cựu diễn viên Tsukikage Chigusa phát hiện và đào tạo thành diễn viên nổi tiếng. Tâm nguyện lớn nhất của Maya là được diễn vai Hồng Thiên nữ trong vở kịch kiệt tác cùng tên. Vai diễn này cũng chính là vai tâm đắc nhất trong sự nghiệp của cô Tsukikage. Maya được gọi là "Cơn lốc sân khấu" (Stage Storm) ám chỉ đến khả năng làm lu mờ các diễn viên chính diễn cùng một vở kịch dù cô có thể chỉ đóng vai phụ. Và Hayami Masumi gọi Maya là "Little One" (ちびちゃん Chibi-chan) "cô nhóc", do sự cách biệt lớn về tuổi tác, đôi khi mang ý châm chọc sự thiếu chín chắn của Maya và đôi khi là do tình cảm thật sự.
- Himekawa Ayumi (姫川 亜弓? Cơ Xuyên Á Cung)

Cô diễn viên bằng tuổi với Maya. Trái ngược với Maya xuất thân nghèo khó, Ayumi có cha mẹ đều làm trong ngành nghệ thuật sân khấu. Do đó, cô thừa hưởng sắc đẹp lẫn tài năng từ gia đình mình. Ayumi vừa là bạn tốt, vừa là địch thủ xứng đáng với Maya trong cuộc chiến giành vai Hồng Thiên Nữ. Tuy nhiên, Ayumi thừa nhận mình đã nhiều lần thua Maya.
- Tsukikage Chigusa (月影 千草? Nguyệt Ảnh Thiên Thảo)

Cô giáo của Maya, từng là nữ minh tinh nổi tiếng. Nhưng trong một tai nạn trên sân khấu, cô Tsukikage đã bị hỏng nửa khuôn mặt. Cô rất nghiêm khắc nhưng cũng đầy tình thương, luôn nỗ lực dạy dỗ Maya thành diễn viên giỏi. Cô Tsukikage có tên thật là Chizu, vốn chỉ là trẻ mồ côi và có quá khứ rất đau buồn. Ozaki - người đàn ông mà Tsukikage yêu nhất (và cũng là người thầy dạy kịch của cô) cũng đã bỏ cô ra đi mãi mãi khi cô còn trẻ. Cô là người nắm giữ bản quyền của tác phẩm trứ danh "Hồng Thiên Nữ" (紅天女 Kunenai-Tennyo).
- Hayami Masumi (速水 真澄? Tốc Thủy Chân Trừng)

Tổng giám đốc công ty Daito Entertainments (大都芸能 Daito Genou, Đại Đô Vân Năng) (trong bản dịch tiếng Việt là Daito Art), lớn hơn Maya 11 tuổi. Masumi luôn bị Maya ghét vì anh đã hại đoàn kịch Tsukikage giải tán và gián tiếp khiến mẹ cô bé bị chết vì bệnh. Maya không hề biết Masumi chính là người âm thầm hỗ trợ, động viên mình cả về vật chất lẫn tinh thần và là người tặng cô những bông hoa hồng tím. Masumi được gọi là Murasaki no Bara no Hito, ("Mr. Purple Rose") bởi Maya và Daddy Long-Legs bởi những người bạn của cô trong đoàn kịch Tsukikage. Sự lạnh lùng của Masumi xuất phát từ cái chết của người mẹ quá cố, Aya, khi anh ta còn là một cậu bé và mối quan hệ với người cha dượng Eisuke (kẻ đã gián tiếp gây nên cái chết của Ozaki Ichiren - tác giả vở kịch Hồng Thiên Nữ). Đồng thời cũng là Quý ngài hoa hồng tím thường tặng hoa cho Maya. Anh luôn gọi Maya là "Chibi-chan" ("Little One") nghĩa là "cô bé", do ngoại hình nhỏ bé và tính cách trẻ con của cô, đồng thời cũng là để thể hiện tình cảm trìu mến.

## Các phiên bản hoạt hình của "Mặt nạ thủy tinh"
Có tất cả là 3 phiên bản anime. Đầu tiên là series anime truyền hình dài 23 tập sản xuất bởi Eiken năm 1984 (đạo diễn Sugii Gisaburo với sự có mặt của Shingo Araki và nhà thiết kế nhân vật Nakajima Atsuko - người sau đó làm việc cho Ranma 1/2). Kế đến là 3 tập phim OVA làm lại từ những chương đầu, sản xuất năm 1998 bởi TMS Entertainment. Năm 2005, TMS làm lại anime bao trùm phần lớn câu chuyện (từ tập 1 đến giữa tập 41, với cái kết nhà sản xuất anime tự viết không làm khán giả thực sự thoả mãn)
Phiên bản anime của công ty Eiken đã thất bại ở Nhật nhưng lại rất được ủng hộ ở Ý (Il grande sogno di Maya) và Pháp (Laura ou la passion du théâtre).
Phiên bản anime năm 2005 của TMS Entertainment vừa được Mỹ mua bản quyền và sẽ xuất bản bộ đĩa số 1 (gồm 26 tập đầu tiên) vào ngày 19 tháng 1 năm 2010.
Mặt nạ thủy tinh đã được chuyển thể thành phim truyền hình dài tập do người đóng, season 1 vào năm 1997 dàn dựng lại 38 tập truyện đầu, tiếp tục vào năm 1998 với tên "Garasu no Kamen 2" và "Garasu no Kamen Special". Bộ phim do Yumi Adachi thủ vai chính Kitajima Maya.

## Phụ đề anime
Nhiều nước trên thế giới đã dịch phụ đề anime này sang tiếng bản xứ. Điển hình như nhóm Mugen-anime  Lưu trữ ngày 13 tháng 10 năm 2016 tại Wayback Machine và nhóm Stage-Storm  Lưu trữ ngày 14 tháng 4 năm 2011 tại Wayback Machine nhưng họ đều lần lượt gỡ các bản dịch của mình xuống vì Mỹ đã mua bản quyền phiên bản anime.
Những người sống tại Mĩ có thể xem tác phẩm anime (có bản quyền) được phát trên trang xem anime Crunchyroll  với phụ đề tiếng Anh và phần hình chuẩn như DVD (sửa lại tất cả những lỗi sai của phiên bản TV)
Tại Việt Nam, nhóm WiR-Fansub  Lưu trữ ngày 14 tháng 12 năm 2009 tại Wayback Machine hiện đang làm phụ đề phim này, trước kia là Dyn-anime  Lưu trữ ngày 19 tháng 3 năm 2009 tại Wayback Machine

## Đường dẫn
- Official TV Tokyo Glass Mask 2005 anime site (tiếng Nhật)
- Mặt nạ thủy tinh (manga) tại từ điển bách khoa của Anime News Network
- Glass Mask 1984 anime at Eiken Lưu trữ ngày 4 tháng 8 năm 2009 tại Wayback Machine (tiếng Nhật)
- Glass Mask: The Young Girl Who Hold The Thousand Masks at TMS Entertainment Lưu trữ ngày 6 tháng 3 năm 2012 tại Wayback Machine (tiếng Nhật)
- Official TV Tokyo Glass Mask 2005 anime site (tiếng Nhật)
- Glass Mask 2005 anime at TMS Entertainment Lưu trữ ngày 23 tháng 3 năm 2013 tại Wayback Machine (tiếng Nhật)
- Glass Mask 2005 anime on Crunchyroll.com
- ANN Review of 2005 anime eps.1-26
- ANN review of Sub DVD Collection 1
- Mặt nạ thủy tinh (manga) tại từ điển bách khoa của Anime News Network

## Thông tin tham khảo
1. ↑  Sentai Filmworks đã mua bản quyền của Mặt nạ thủy tinh 2005